# Montes Caucasus

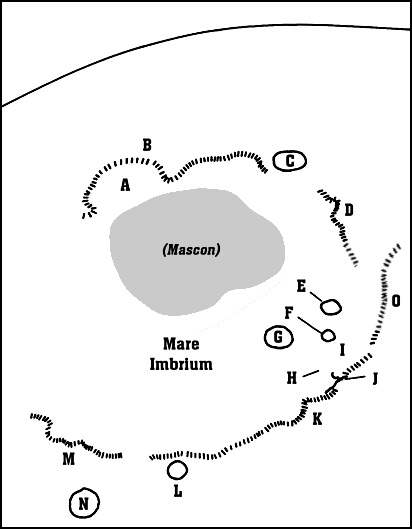
Esquema de los accidentes del Mare Imbrium. Los Montes Caucasus están marcados con la letra "O".

Los Montes Caucasus  (Montes Cáucaso) son una cadena montañosa de la cara visible de la Luna, situada entre el Mare Imbrium y el Mare Serenitatis. El nombre procede de las Montañas del Cáucaso terrestres.
La cordillera tiene una longitud de 443 km y una anchura máxima de unos 100 km, cuyas cumbres, que culminan a 3500 m, están separadas por profundos valles. En su zona central se encuentra incrustado el cráter Calippus y los restos del cráter Alexander, y más hacia el norte los destacados cráteres Eudoxus y Aristóteles.
Al suroeste de la cordillera se encuentran los Montes Apenninus y los Montes Carpatus. Estas cordilleras junto con los Montes Caucasus constituyen algunos de los fragmentos supervivientes del anillo exterior, de un conjunto original de tres, formados por el impacto que causó la formación de la cuenca del Mare Imbrium hace unos 3850 millones de años.

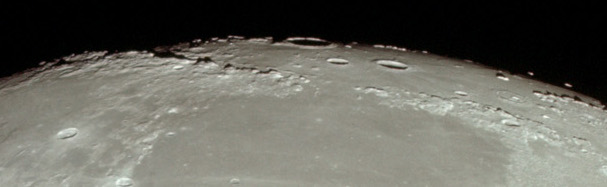
Vista del limbo de la luna mostrando los Montes Apenninus (izquierda), los Montes Caucasus (derecha), el este del Mare Imbrium (arriba), y el oeste del Mare Serenitatis (abajo), desde el Apolo 11